# Dicha robada
Dicha robada é uma telenovela mexicana, produzida pela Televisa e exibida em 1967 pelo Telesistema Mexicano.

## Elenco
- Carmen Montejo
- Aarón Hernán
- Anita Blanch
- Pilar Sen